# Dominik Landwehr

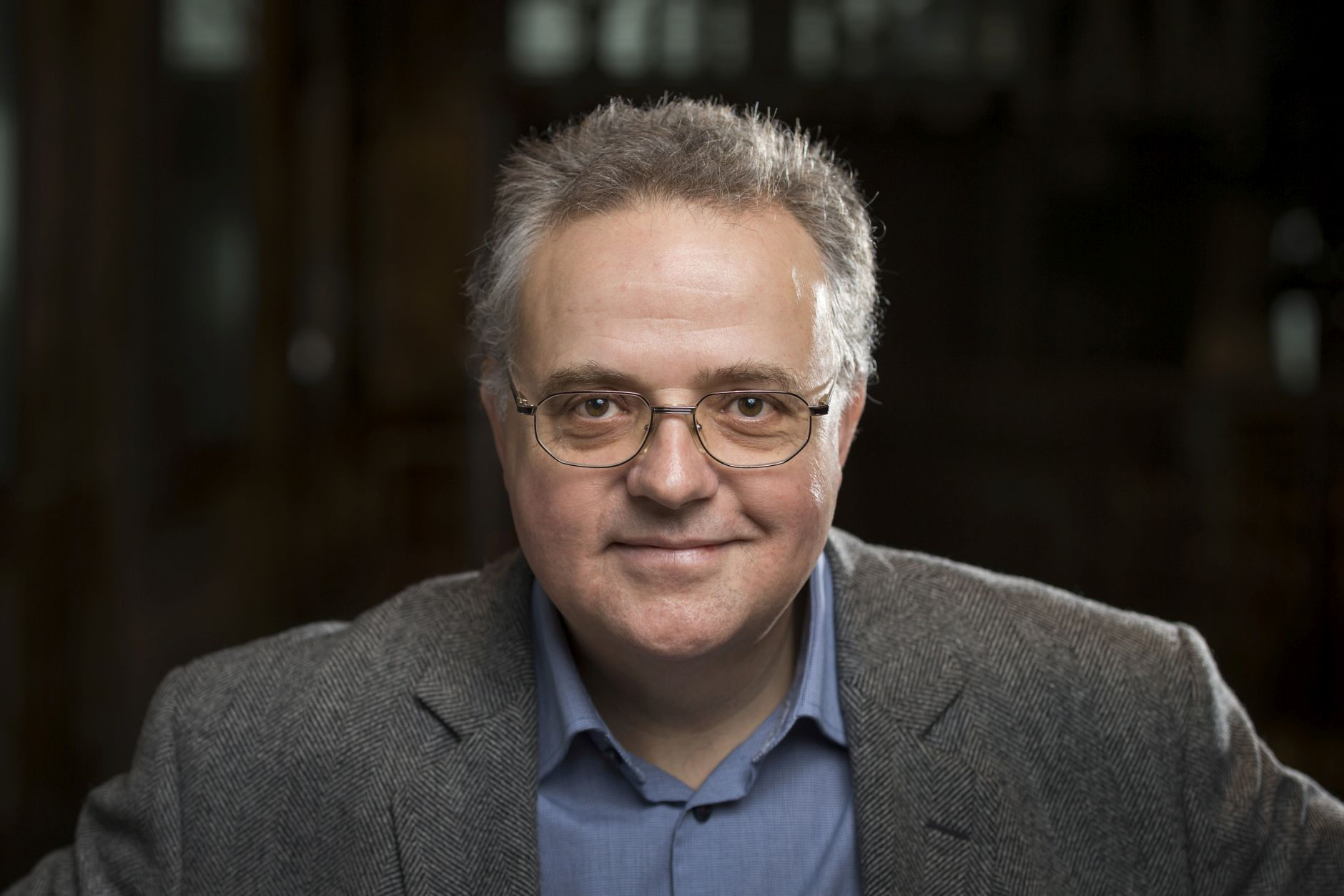
Dominik Landwehr (2016)

Dominik Landwehr (* 1958 in Zürich) ist ein Schweizer Journalist, Autor, Medien- und Kulturschaffender. Von 1998 bis 2019 war er Leiter des Fachbereichs Pop & Neue Medien beim Migros-Kulturprozent in Zürich.

## Leben

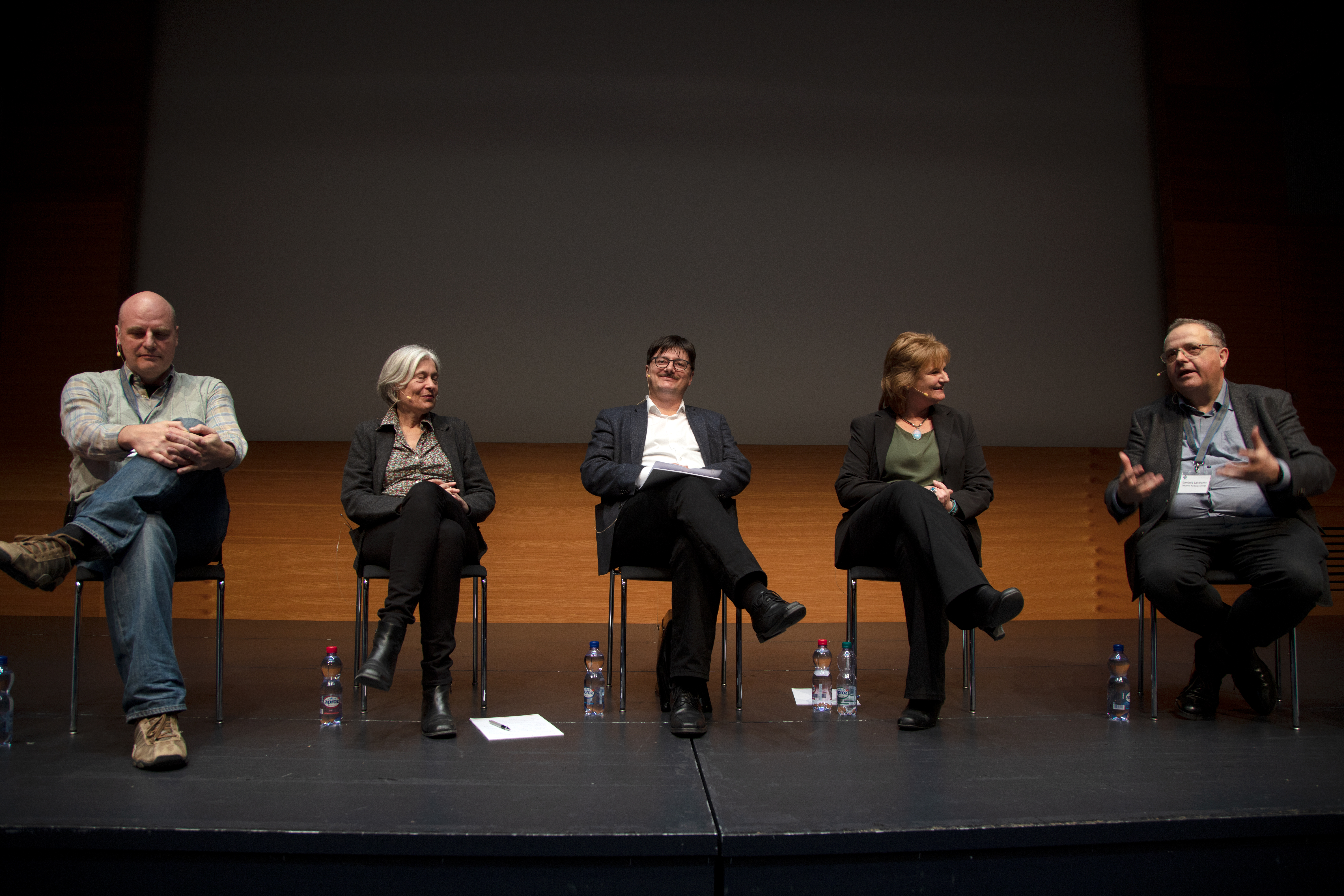
Dominik Landwehr (rechts) als Moderator einer Podiumsdiskussion

Nach dem Abitur studierte Dominik Landwehr Germanistik und Kulturwissenschaften. Das Studium beendete er 1983 mit der Lizenziatsarbeit Ludwig Lavaters Gespensterbuch von 1569 im Rahmen der zeitgenössischen populären Literatur von Zürich bei Rudolf Schenda. Anschliessend war er als Redaktor und Journalist für Fernsehen, Radio und Printmedien tätig. Seine bevorzugten Themen waren Neue Medien, Computerkultur und Popmusik. Zwischen 1988 und 1991 war er Delegierter des Internationalen Komitees vom Roten Kreuz (IKRK) mit Einsätzen in Pakistan, Thailand und Rumänien. 2007 promovierte er an der Philosophisch-Historischen Fakultät der Universität Basel mit der Arbeit Mythos Enigma: Die Chiffriermaschine als Sammler- und Medienobjekt. 1998 bis Mitte 2019 war er Leiter des Fachbereichs «Pop und Neue Medien» beim Migros-Kulturprozent und dort Herausgeber der Edition Digital Culture sowie weiterer Publikationen.   Landwehr war unter anderem verantwortlich für die Internetplattform digitalbrainstorming, den Jugendwettbewerb bugnplay und das Förderprogramm «Digitale Kultur».
Seit Sommer 2019 ist Dominik Landwehr Publizist und Berater im Bereich Digitalisierung, Kultur und Technikgeschichte. Landwehr lebt in Winterthur und ist mit Susanne Landwehr-Sigg verheiratet.
Dominik Landwehr wurde im Juni 2021 zum Vizepräsidenten der Milton Ray Hartmann Stiftung gewählt. Ebenfalls seit Juni 2021 ist er im Vorstand von VINTES, dem Verband für Industriekultur und Technikgeschichte Schweiz.

## Werke
- Ludwig Lavater (1527 - 1586). In: Rudolf Schenda und Hans ten Doornkaat: Sagenforscher und Sagensammler in der Schweiz. Studien zur Produktion volkstümlicher Geschichte und Geschichten vom frühen 16. bis ins 20. Jahrhundert. Stuttgart und Bern 1988. S. 121–137.
- mit Matthias Zehnder: Spielzeug Computer. Ein Führer durch den elektronischen Spielplatz. Verlag Vogt-Schild, Solothurn 1998, ISBN 3-85962-113-0.
- Mythos Enigma : Die Chiffriermaschine als Sammler- und Medienobjekt. transcript Verlag, Bielefeld 2008, ISBN 978-3-8394-0893-3 (urn:nbn:de:101:1-2016081510303).
- mit Hedy Graber, Veronika Sellier: Kultur digital : Begriffe, Hintergründe, Beispiele. Christoph Merian Verlag, Basel 2011, ISBN 978-3-85616-530-7.
- mit Verena Kuni: Home Made Bio Electronic Arts : Do-it-yourself: Microscopes, Sensors, Sonifications. Christoph Merian Verlag, Basel 2013, ISBN 978-3-85616-567-3 (urn:nbn:de:101:1-2013061808).
- Political Interventions . In: Edition Digital Culture 1/Christoph Wachter & Mathias Jud. Christoph Merian Verlag, Basel 2014, ISBN 978-3-85616-609-0 (urn:nbn:de:101:1-201403259143).
- Hacking . In: Edition Digital Culture. 2. Christoph Merian Verlag, Basel 2014, ISBN 978-3-85616-642-7 (urn:nbn:de:101:1-2014101024381).
- Public Domain . In: Edition Digital Culture. 3. Christoph Merian Verlag, Basel, 2014, ISBN 978-3-85616-657-1 (urn:nbn:de:101:1-2015110304).
- mit anderen: Time is now : Popmusik in der Schweiz heute. Limmat Verlag, Zürich, 2016, ISBN 978-3-85791-817-9.
- Digital Kids . In: Edition Digital Culture. 4. Christoph Merian Verlag, Basel, 2016, ISBN 978-3-85616-823-0 (urn:nbn:de:101:1-2016112944),
- Machines & Robots. In: Edition Digital Culture. 5. Christoph Merian Verlag, Basel, 2018, ISBN 978-3-85616-855-1.
- Virtual Reality. In: Edition Digital Culture. 6. Christoph Merian Verlag, Basel, 2019, ISBN 978-3-85616-887-2.
- Medienkunst in der Schweiz/Media Art in Switzerland. (mit einem Vorwort von Hedy Graber): Christoph Merian Verlag, Basel, 2018, ISBN 978-3-85616-867-4. Online
- Internierte im Tösstal und in Winterthur. Erinnerungen an den Zweiten Weltkrieg. Rückblick auf eine bewegte Zeit. Schriften des Ortsmuseums Wila 15.Wila 2021. Typoskript.[10]
- 27 merkwürdige Geschichten aus der Schweiz. Zürich 2024. ISBN 978-3-033-10823-3. Open Access
- Auf den Spuren der Partisanen, die an der Schweizer Grenze gegen Faschisten und die Wehrmacht kämpften. Neue Zürcher Zeitung vom 8. Oktober 2024  nline. Als illustrierter Separatdruck online
- Bier in Winterthur. Fritz Schoellhorn und die Brauerei Haldengut 1880–1930. 362.Neujahrsblatt der Stadtbibliothek Winterthur. Winterthur 2024. ISBN 978-3-0340-1788-6. S. 64–95 Fortschritt durch Technologie und Innovation.

## Audio und Video
Dominik Landwehr verantwortete 1998–2019 das Webprojekt Digital Brainstorming des Migros-Kulturprozent und produzierte dort über 200 Audio-Podcasts sowie zahlreiche Videos. Seit 2018 ist er an der Podcast-Seite Entretiens-Talks mitbeteiligt.

## Auszeichnungen
Die von Landwehr initiierte und herausgegebene Buchreihe Edition Digital Culture, die 2014 bis 2019 im Christoph Merian Verlag Basel erschien, wurde 2020 vom Bundesamt für Kultur mit dem Preis für die schönsten Bücher 2019 ausgezeichnet. Die Buchreihe wurde von den bereits mehrfach ausgezeichneten Grafikern Ivan Sterzinger und Gregor Huber gestaltet.